# Igreja da Sagrada Família, Gaza

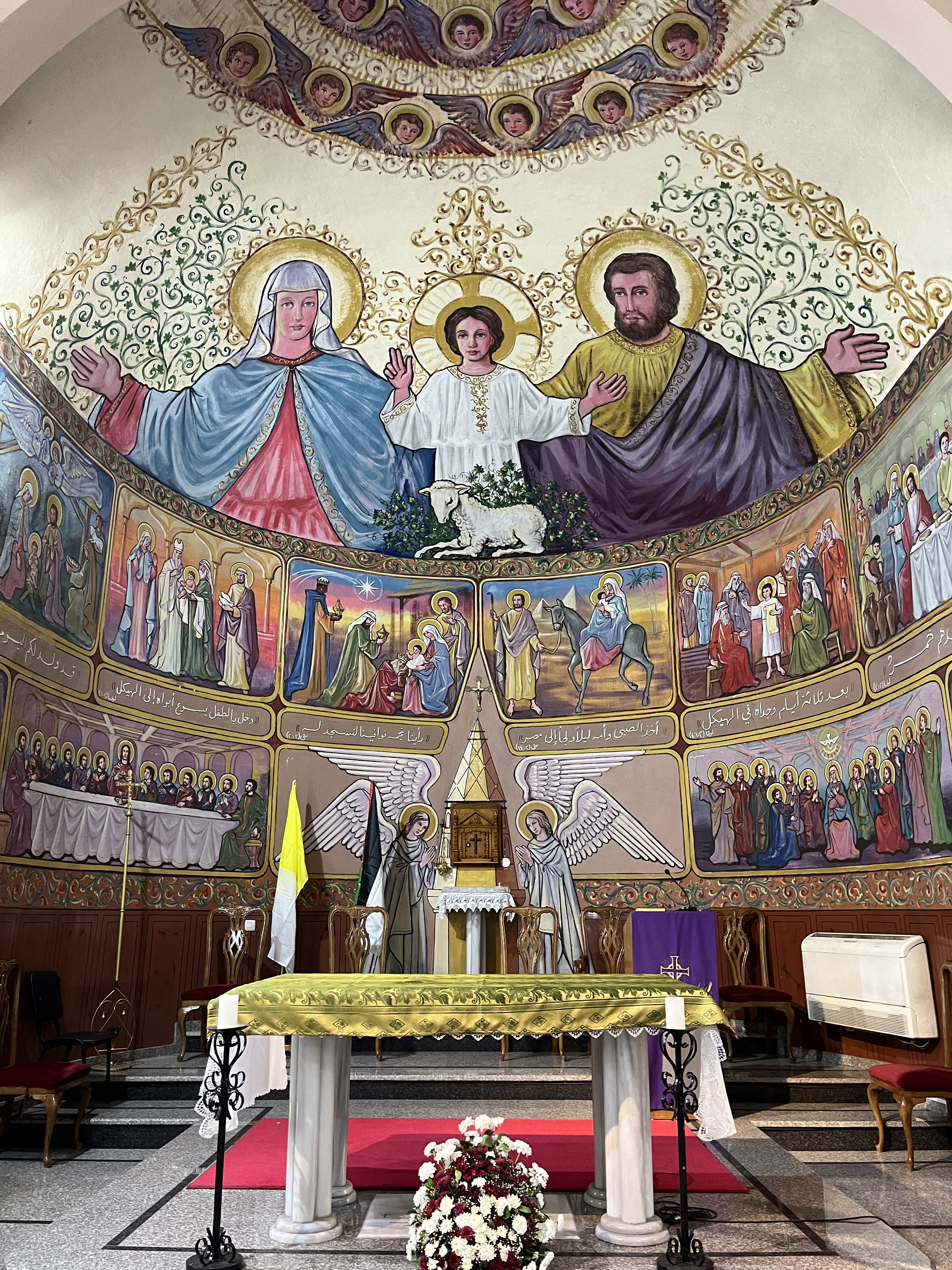
Santuário e altar da igreja

A Igreja da Sagrada Família (em árabe: كنيسة العائلة المقدسة) é a única paróquia católica latina na Cidade de Gaza na Faixa de Gaza, nos Territórios Palestinos. O pároco é Gabriel Romanelli, do Instituto do Verbo Encarnado, auxiliado por um vigário também da mesma instituição. Seus paroquianos somam cerca de duzentos fiéis. A maioria dos cristãos na Faixa de Gaza — estimados em três mil — são da fé ortodoxa. Possui duas escolas primárias e secundárias, de propriedade do Patriarcado Latino de Jerusalém, e alguns dispensários.
A paróquia é assistida pelas Irmãs da Caridade de Madre Teresa e pelas Instituto Servidoras do Senhor e da Virgem de Matará (também presentes em Belém, Jaffa e Egito) e pelas Irmãs do Rosário.
A paróquia inclui uma escola que oferece educação cristã às crianças de Gaza e trabalha em estreita colaboração com as congregações religiosas vizinhas das Missionárias da Caridade, Servas do Senhor e da Virgem de Matará, e as Irmãs do Rosário. As Missionárias da Caridade cuidam dos idosos e deficientes, e as Irmãs do Rosário administram uma escola.  A comunidade é atendida por padres do Instituto do Verbo Encarnado.
A escola da igreja foi bombardeada pela Força Aérea Israelense em 7 de julho de 2024, matando quatro pessoas deslocadas que se abrigavam no terreno da escola.

## História
Em 1974, o Patriarcado Latino de Jerusalém fundou a escola Sagrada Família, que tem mais de 1.200 alunos. Em 2000, as Irmãs do Rosário fundaram outra escola (jardim de infância e ensino fundamental) que tem cerca de 500 alunos. As escolas oferecem educação para crianças independentemente da religião, e muitos muçulmanos locais enviam seus filhos para as escolas.
De 1995 a 2009, Manuel Musallam, um renomado ativista palestino pela paz, foi pároco da comunidade da Sagrada Família. Em 2007, o convento das Irmãs do Rosário foi saqueado e vandalizado por perpetradores desconhecidos. Quando perguntado sobre as relações entre muçulmanos e cristãos em Gaza após o ataque, Musallam disse que as relações eram excelentes e que os muçulmanos da comunidade prometeram ajudar a reparar os danos.
Durante a Guerra de Gaza de 2014, a escola paroquial e o escritório do pastor foram parcialmente destruídos por um ataque aéreo israelense direcionado a uma casa próxima.

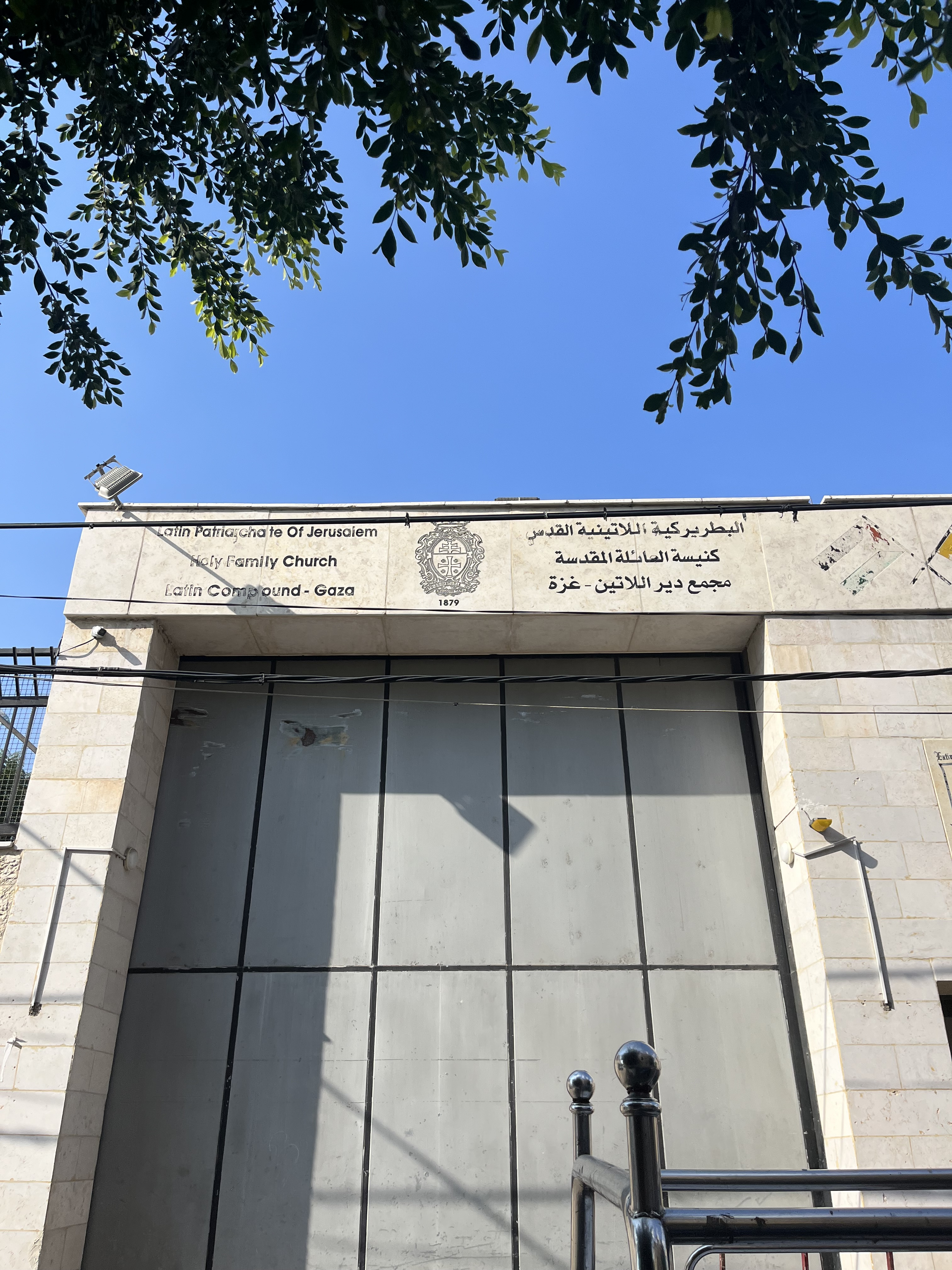
Entrada para o complexo da Sagrada Família

Em 2021, a comunidade católica na Faixa de Gaza era composta por 133 pessoas. A escola das Irmãs do Rosário foi danificada por um ataque aéreo israelense durante o conflito israelo-palestino de 2021.